# Sucesos de Logroño de marzo de 1936

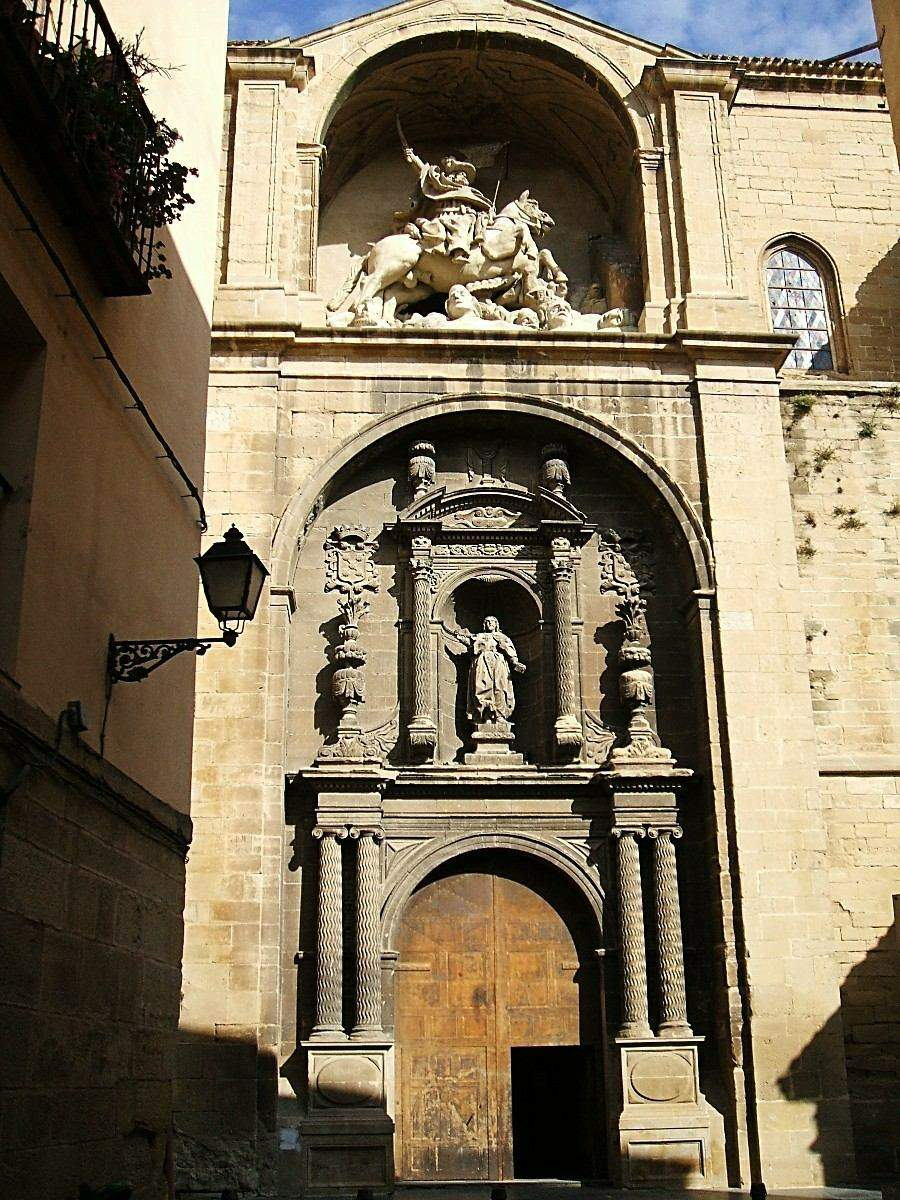
Fachada de la iglesia parroquial de Santiago El Real. La puerta de entrada, parte del entarimado y algunos bancos ardieron durante los sucesos. Los otros siete edificios religiosos incendiados sufrieron daños mucho más graves (cuatro fueron completamente devastados).

Los sucesos de Logroño de marzo de 1936 fueron los hechos violentos protagonizados por grupos de izquierda que se produjeron en la ciudad española de Logroño el día 14 de marzo de 1936, cerca de un mes después de que se hubiera formado el gobierno presidido por Manuel Azaña, como resultado de la victoria en las elecciones celebradas el 16 de febrero de la coalición del Frente Popular, que Azaña encabezaba y que estaba integrada por los republicanos de izquierda y los partidos y organizaciones obreras. Durante los sucesos ocho edificios religiosos y la sede del derechista Diario de La Rioja fueron incendiados. Fallecieron ocho personas (siete civiles y un militar, al que se tuvo que amputar un brazo) y al menos otras seis resultaron heridas graves. Junto con los sucesos de Yeste y los incidentes durante el entierro de Anastasio de los Reyes en 1936 constituye el suceso violento más grave del periodo de gobierno en paz del Frente Popular (de febrero a julio de 1936).

## Hechos
El viernes 13 de marzo el gobernador civil de Logroño, Fernández Shaw, ordenó el registro de la sede del partido fascista Falange Española de las JONS y al encontrarse armas quince falangistas fueron detenidos. «En la noche del viernes, por confidencia que tuvo la policía, fue sorprendida una reunión clandestina de elementos fascistas. Se les detuvo y en la mañana de ayer [14 de marzo] fueron conducidos al juzgado de instrucción, a disposición del juez y para que éste los examinara», explicó el propio gobernador en la nota que hizo pública el domingo 15 en la que daba cuenta de lo que había sucedido.
En la nota del gobernador se decía a continuación: «Con este motivo, en la plaza de San Agustín, frente al juzgado, se formaron algunos grupos que comentaban la detención. En las cercanías del juzgado había un automóvil que conducía un joven, a quien se le atribuyó significación fascista y que ocupaba con otros dos. Parece que uno de los grupos se acercó al vehículo, lo registró, encontró algún arma e incendió el coche. Este incendio determinó excitación en los ánimos y un grupo se dirigió al Centro de Falange Española, penetrando en él, destrozando los pocos muebles que allí había y quemándolos después. Luego, los mismos autores del hecho anterior realizaron otros análogos en el Círculo Carlista, el Tradicionalista y el de la Ceda». El gobernador se debía referir al Círculo Tradicionalista de la calle de la República y a la sede de Acción Riojana, partido integrado en la CEDA. Según otra versión, lo que desencadenó los hechos fue la actitud provocativa de los falangistas, que se habían reunido frente al juzgado para apoyar a sus «camaradas» detenidos: cuando los obreros de la Tabacalera, cercana al juzgado, salían de la  fábrica porque habían acabado su turno fueron recibidos con saludos brazo en alto y con cánticos falangistas.
Cuando los grupos de izquierdas intentaron hacer lo mismo en el Círculo Agrario la Guardia de Asalto intervino y los disolvió, pero uno de los integrantes del grupo, Julio Lapuente, resultó herido (moriría al día siguiente; también murió al día siguiente otro manifestante como consecuencia de los golpes recibidos en la cabeza en el choque con los guardias). La nota del gobernador explicaba así lo sucedido: «Actuó la fuerza pública y se dice que sonaron dos disparos, sin saber a quien pueden atribuirse. Esto y el que en el Círculo Tradicionalista, la persona que salió a abrir, lo hiciera con una pistola en la mano, y el que en la hoguera que se formó con los enseres de otros de los Círculos citados se produjeran explosiones como de cartuchos y que también se hubieran encontrado algunas armas contribuyó a aumentar la excitación».
Los manifestantes se dirigieron entonces a la sede del Gobierno Civil para protestar por la actuación de las fuerzas del orden. El gobernador salió al balcón y les conminó a que volvieran a sus casas o a sus trabajos. Poco después uno de los grupos se encontró casualmente en la calle de la República con un oficial de artillería reputado como «fascista» por la izquierda local y le lanzaron todo tipo de improperios y de insultos, que le obligaron a refugiarse en el Ayuntamiento, junto con dos compañeros. Consiguieron salir de allí gracias a la protección del alcalde, acompañado de varios funcionarios municipales, del jefe de la guarnición militar y del coronel del Regimiento de Artillería. Poco después la guardia del Cuartel de Artillería, sin que estuviera clara la razón, disparó sobre los manifestantes. Murieron tres personas (una de ellas un oficial del Ayuntamiento que acompañaba al alcalde) y otras ocho resultaron heridas de diversa consideración. En la nota del gobernador civil se narraba así lo sucedido: «Los dos disparos a que anteriormente se alude fueron motivo de que una manifestación se dirigiera en protesta al Gobierno Civil, próximo al cual se encuentra el cuartel de Artillería. Disuelta esta manifestación se registró un leve incidente con unos oficiales que, según dicen, llevaban en la mano las pistolas. Más tarde cuando estos oficiales, acompañados del General Comandante militar, del Alcalde y del Coronel del Regimiento, aparte de otras personas se dirigían al cuartel, protegidos por elementos del Frente Popular, que trataban de impedir que se les acercasen los pequeños grupos que les seguían, para reintegrarse al mismo, la guardia hizo unos disparos de los que resultaron un muerto, dos o tres heridos graves y otros dos o tres de menor importancia».
«Después de este suceso, la irritación de los grupos los condujo a incendiar algunos conventos», se decía en la nota del gobernador. Fueron incendiados los conventos Madre de Dios, Adoratrices, Carmelitas, Agustinas y Religiosas de la Enseñanza, además de un colegio religioso (las Escuelas Pías) y la iglesia de Santiago El Real. También fue incendiado el edificio y los talleres del periódico católico Diario de La Rioja que quedaron completamente destruidos. «A las seis de la tarde (...) salieron a patrullar fuerzas de Infantería y la tranquilidad quedó totalmente restablecida», concluía la nota del gobernador.
En la localidad de Villamediana de Iregua, contigua a la ciudad de Logroño, durante la noche del 14 al 15 fue incendiada su Iglesia (perdió parte de su techumbre) y las imágenes que contenía fueron sacadas a la plaza para hacer con ellas una gran hoguera.

## Reacciones
El periódico Izquierda Republicana de Logroño comentó lo siguiente:

Respondiendo a este plan de conjunto, el Fascio ha realizado en esta provincia varios y repetidos actos de provocación al Frente Popular, buscando los fines de desgaste gubernamental a que antes nos referíamos y entre todos ellos descuellan por haber sido cometidos en esta capital, la reunión clandestina de fascistas sorprendida por la policía, y sus consecuencias inmediatas de irritabilidad por parte de las masas del Frente Popular, que hiperestesiada por la insólita agresión de parte de la oficialidad y de la guardia del Regimiento de Artillería, produciéndonos hasta este momento un muerto y cinco heridos graves, entre ellos una mujer, fueron causas que posibilitaron los hechos ocurridos en la noche del 14 del actual.
 Estos hechos, que somos los primeros en lamentar y condenar, pero cuya paternidad ni directa, ni indirectamente nos corresponde, porque los autores de los mismos no fueron gentes controladas por ninguno de los Partidos y Organizaciones afectas y simpatizantes al Frente Popular, son los que pretendían conseguir los fascistas con sus criminales maniobras

En el editorial Izquierda Republicana condenaba los incendios de los edificios religiosos pero en última instancia los justificaba:

Ahí están los periódicos derechistas, católicos, apostólicos, romanos, que han propagado la calumnia, la difamación y la injuria sin que la conciencia les remordiera; periódicos derechistas, con censura eclesiástica, bendecidos por los obispos, que se han dedicado a sembrar el odio y a predicar la guerra civil. [...] 
 No queremos quemas de conventos ni de iglesias pero protestamos enérgicamente de que las sacristías se hayan convertido en guaridas de conspiradores.

El periódico derechista Rioja Agraria acusó a los dirigentes de los partidos de izquierda de estar detrás de lo ocurrido:

¿Qué masas son esas? ¿Por qué se ha perdido el control de ellas? [...] Perder el control, las masas nos arrollan, etc., etc., no puede disculpar lo ocurrido. Sabemos que quien esto nos decía como disculpa «empujó» personalmente en nuestra capital a las masas, y esto es lo censurable y lo que no puede admitirse.

Rioja Agraria también mostró su indignación por la intención de las autoridades republicanas de sustituir las monjas de San Vicente de Paul, que prestaban sus servicios en el Hospital Provincial, por enfermeras, lo que consideraba un maltrato y una ofensa «a la Religión y a las Religiosas».